# Frankfurter Brauhaus
 (avril 2021).
Si vous disposez d'ouvrages ou d'articles de référence ou si vous connaissez des sites web de qualité traitant du thème abordé ici, merci de compléter l'article en donnant les références utiles à sa vérifiabilité et en les liant à la section « Notes et références ».
La Frankfurter Brauhaus est une brasserie à Francfort-sur-l'Oder, dans le Land de Brandebourg.

## Histoire

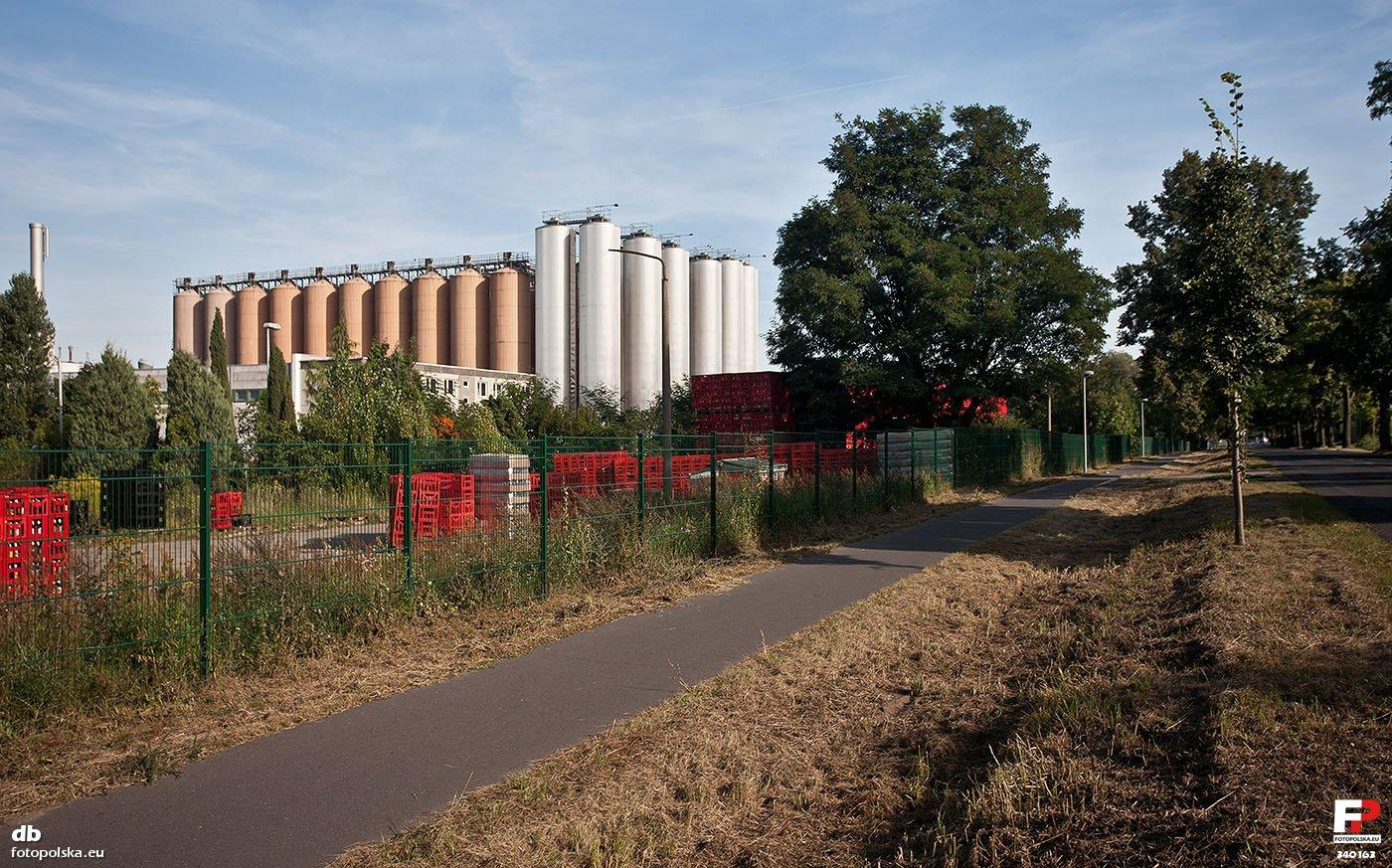
Vue de l'usine

La bière est brassée dans la vieille ville commerçante de l'Oder depuis le début du Moyen Âge, mais plus récemment (des années 1950 aux années 1980), seules les boissons et les bières non alcoolisées des brasseries berlinoises furent mises en bouteille. Cela n'a changé qu'en 1988 avec la fondation de l'Oderland-Brauerei, le principal établissement de la VEB Getränkekombinat Frankfurt/Oder. Après la dissolution de la VEB, l'entreprise est vendue en 1991 à Brau und Brunnen qui y établit ses activités de production pour Schultheiss-Brauerei. Des investissements sont réalisés dans l'usine de Francfort, spécialisée dans la brasserie de bière à fermentation basse et l'embouteillage en canettes et en bouteilles. Pour le 750e anniversaire de la ville en 2003, on annonce que Brau und Brunnen souhaiterait fermer le site de Francfort en raison d'un manque de ventes de canettes. Deux entrepreneurs est-allemands reprennent la brasserie, qui est la première des quatre grandes brasseries à appartenir à TCB.

## Marque

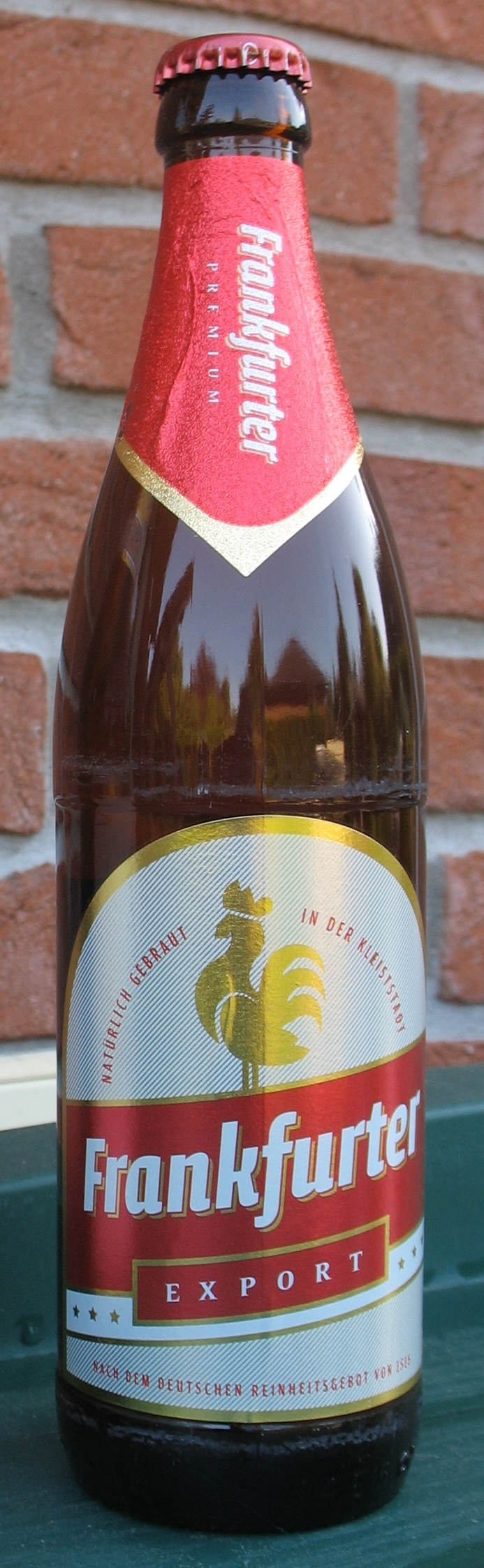
Bouteille d'export de Frankfurter

La brasserie brasse principalement des bières en tant que marque de distributeur de hard-discounts allemands et d'autres sociétés commerciales. Les marques propres sont Spitzkrug (d'après le quartier de Francfort où se trouve la brasserie), Pilsator et en tant que marque régionale Frankfurter. Cette dernière fut labellisée "brassée à Francfort-sur-l'Oder" (aujourd'hui: "brassée à Kleiststadt") pendant plusieurs années pour éviter toute confusion avec Francfort-sur-le-Main.